# Phil Daubenspeck
Philip Burton Daubenspeck, detto Phil (Los Angeles, 28 ottobre 1905 – Los Angeles, 6 marzo 1951), è stato un pallanuotista statunitense, vincitore di una medaglia di bronzo all'olimpiade di Los Angeles 1932.